# ロディア (小惑星)
ロディア (437 Rhodia) は小惑星帯に位置する小惑星。1898年7月16日、オーギュスト・シャルロワがニース天文台で発見した。
ギリシア神話の水の精オケアニスの一人ロディアにちなんで名づけられた。